# Yuta Baba
Yuta Baba (født 22. januar 1984) er en tidligere japansk fodboldspiller.
Han har spillet for flere forskellige klubber i sin karriere, herunder FC Tokyo og JEF United Chiba.